# Kanadas utrikesminister
Kanadas utrikesminister har sedan 1993 titeln Minister of Foreign Affairs (engelska) och Ministre des Affaires étrangères (franska).

## Bakgrund och namn
Utrikesministerns titel var mellan 1909 och 1993 på engelska: Secretary of State for External Affairs och på franska: Secrétaire d'État aux Affaires extérieures, dvs statssekreterare för utrikesaffärer. 
Tidigare under 1900-talet var det i många fall Kanadas premiärminister själv som samtidigt hade portföljen som utrikesminister.
Sedan 2015 är namnet som används utåt för det kanadensiska utrikesministeriet Global Affairs Canada/Affaires mondiales Canada är om det formella juridiska namnet alltjämt är Department of Foreign Affairs, Trade and Development/Ministère des Affaires étrangères, du Commerce et du Développement. Namnändringen för ministeriet har däremot inte ändrat ministerns titel.

## Lista över Kanadas utrikesministrar (sedan 1993)

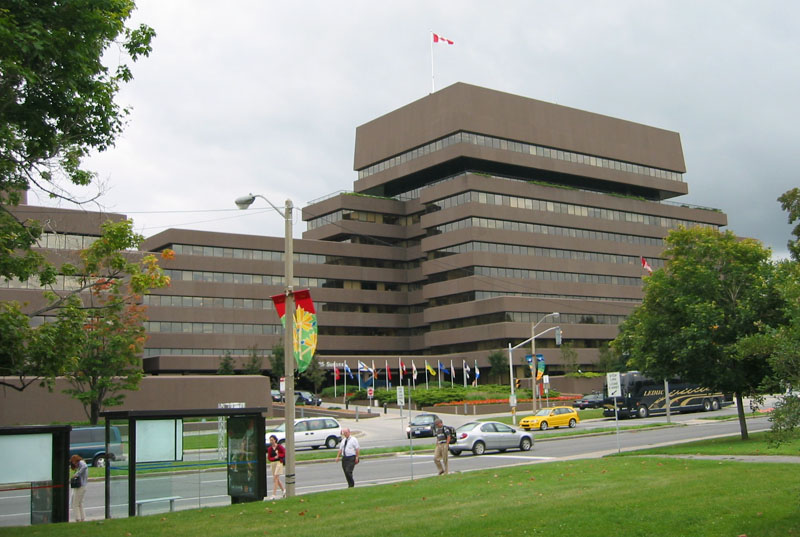
Lester B. Pearson Building, med adressen 125 Sussex Drive i Ottawa, är utrikesministeriets säte sedan 1973.

| Porträtt | Namn                        | Tillträde        | Avgång           | Premiärminister           | Not   |
| -------- | --------------------------- | ---------------- | ---------------- | ------------------------- | ----- |
|          | André Ouellet               | 4 november 1993  | 24 januari 1996  | Jean Chrétien             | [ 2 ] |
|          | Lloyd Axworthy              | 25 januari 1996  | 16 oktober 2000  | Jean Chrétien             |       |
|          | John Manley                 | 17 oktober 2000  | 15 januari 2002  | Jean Chrétien             |       |
|          | Bill Graham                 | 15 januari 2002  | 19 juli 2004     | Jean Chrétien Paul Martin |       |
|          | Pierre Pettigrew            | 20 juli 2004     | 5 februari 2006  | Paul Martin               |       |
|          | Peter MacKay                | 6 februari 2006  | 14 augusti 2007  | Stephen Harper            |       |
|          | Maxime Bernier              | 14 augusti 2007  | 26 maj 2008      | Stephen Harper            |       |
|          | David Emerson               | 26 maj 2008      | 20 oktober 2008  | Stephen Harper            |       |
|          | Lawrence Cannon             | 20 oktober 2008  | 18 maj 2011      | Stephen Harper            |       |
|          | John Baird                  | 18 maj 2011      | 3 februari 2015  | Stephen Harper            |       |
|          | Ed Fast (tillförordnad)     | 3 februari 2015  | 9 februari 2015  | Stephen Harper            |       |
|          | Rob Nicholson               | 9 februari 2015  | 2 november 2015  | Stephen Harper            |       |
|          | Stéphane Dion               | 4 november 2015  | 10 januari 2017  | Justin Trudeau            |       |
|          | Chrystia Freeland           | 10 januari 2017  | 20 november 2019 | Justin Trudeau            |       |
|          | François-Philippe Champagne | 20 november 2019 | 12 januari 2021  | Justin Trudeau            |       |
|          | Marc Garneau                | 12 januari 2021  | 26 oktober 2021  | Justin Trudeau            |       |
|          | Mélanie Joly                | 26 augusti 2021  | 13 maj 2025      | Justin Trudeau            | [ 3 ] |
|          | Anita Anand                 | 13 maj 2025      | sittande         | Mark Carney               |       |